# Valdir Espinosa
Valdir Espinosa, właśc. Valdir Ataualpa Ramirez Espinosa (ur. 7 października 1947 w Porto Alegre, zm. 27 lutego 2020 w Rio de Janeiro) – brazylijski trener piłkarski.

## Kariera trenerska
Karierę szkoleniowca rozpoczął w 1979 roku. Trenował kluby Esportivo, Grêmio, Al-Hilal, Cerro Porteño, Botafogo, CR Flamengo, Atlético Mineiro, SE Palmeiras, Portuguesa, Corinthians Paulista, Fluminense FC, Verdy Kawasaki, Coritiba, Vitória, Athletico Paranaense, Brasiliense, Ceará, Fortaleza, Santa Cruz, Cerro Porteño, CR Vasco da Gama i Duque de Caxias.

## Sukcesy i odznaczenia

### Sukcesy trenerskie
Grêmio
- zdobywca Copa Libertadores: 1983

Intercontinental Cup: 1983
- mistrz Campeonato Gaúcho: 1986

Cerro Porteño
- mistrz Paragwaju: 1987, 1992

Botafogo
- mistrz Campeonato Carioca: 1989

Brasiliense
- mistrz Campeonato Brasiliense: 2005